# Władimir Dal
Władimir Iwanowicz Dal (ros. Владимир Иванович Даль; ur. 29 października?/10 listopada 1801 w Ługańsku, zm. 10 września?/22 września 1872 w Moskwie) – rosyjski leksykograf i pisarz.

## Życiorys
Jego ojciec był Duńczykiem, a matka Niemką. Kilka lat służył w Rosyjskiej marynarce wojennej. Po czym ukończył medycynę na Uniwersytecie Dorpackim.
Opublikował czterotomowy słownik Tołkowyj słowar´ żywogo wielikorusskogo jazyka. Uznawany powszechnie za najwybitniejszego leksykografa języka rosyjskiego.
Podczas tłumienia powstania listopadowego pełnił służbę wojskową jako lekarz wojskowy pod dowództwem gen. Rydygiera.
Dal napisał w 1849 opowiadanie Zesłaniec poświęcone tragicznym losom polskiego powstańca listopadowego Wincentego Migurskiego.